# Grace (Kosovo)
Grace (en serbocroata: Grace /  Граце) o Gracë (en albanés: Gracë) es un pueblo en el municipio de Vučitrn del distrito de Mitrovica de Kosovo. Grace es uno de los cuatro pueblos serbios de Vučitrn y uno de los enclaves serbios en Kosovo. 

## Geografía
Grace está al pie del Kopaonik, a 3,5 km al este-sureste de la confluencia de Laba y Sitnica. 

## Demografía
La evolución demográfica de Grace entre 1948 y 2011 fue la siguiente:
| 480                                                 | 569 | 587 | 723 | 540 | 574 | 424 |
| (Fuente: Population of Kosovo since Yugoslav times) |     |     |     |     |     |     |

Según el censo de 2011 (boicoteado parcialmente por los serbios), los albaneses representaban el 64,37% de la población (273 personas); y los serbios, el 35,38% (150 personas).